# 砖角楼
39°57′15″N 116°25′44″E / 39.9542972°N 116.4289373°E
砖角楼社区是北京市朝阳区和平街街道南端的一个社区。位于和平里北街以南、城铁沿线以西、北二环路以北。面积0.7平方公里，有45座居民楼，居民1.1万人。
辖区内有东土城路、中国作家协会。